# Стражний Врх
Стражний Врх (словен. Stražnji Vrh) — поселення в общині Чрномель, Південно-Східна Словенія, Словенія. Висота над рівнем моря: 315 м.